# Brise-glace à propulsion nucléaire

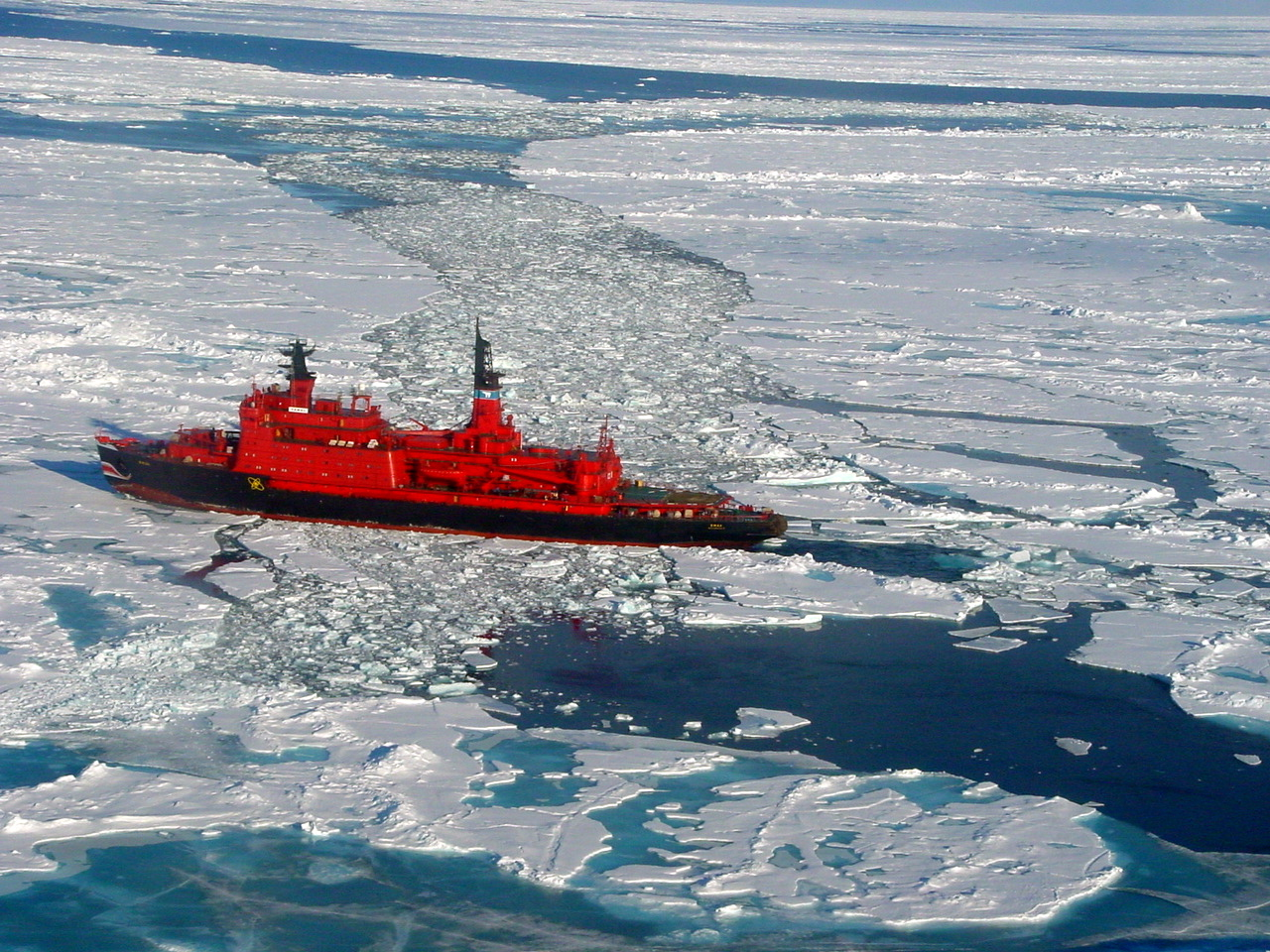
Le Yamal russe à propulsion nucléaire.

Un brise-glace à propulsion nucléaire est un navire capable d'opérer en continu, conçu pour frayer les voies maritimes gelées grâce à sa proue renforcée. Une propulsion nucléaire offre davantage de puissance et une plus grande autonomie que les systèmes à gazole. Par exemple, les brise-glaces du modèle Arktika peuvent naviguer à pleine puissance pendant 24 h avec 300 g d'uranium enrichi et rester quatre ans sans se ravitailler.

## Usages
Les brise-glaces nucléaires sont capables de briser les glaces jusqu'à trois mètres d'épaisseur, Ils permettent ainsi d’ouvrir des couloirs maritimes et peuvent même assurer un rôle de transport. Dans la mer de Kara ils servent à l'acheminement du nickel extrait à Norilsk, étant les seuls à pouvoir desservir les villes démunies de routes ou liaisons aériennes pendant le gel de la mer. En cas de navires prisonniers des glaces, les brise-glaces peuvent porter secours. 
Les brise-glaces nucléaires ne produisent pas de déchets d'hydrocarbure et n'émettent de rejet notamment de CO² dans les airs de l'Arctique. Cependant, comme pour tout réacteur nucléaire, le risque industriel existe. Ainsi durant l’hiver 1966-1967, le Lénine (aujourd’hui retiré du service) a subi une avarie (dont les détails ne sont pas connus) sur l’un de ses deux réacteurs.

## Modèles

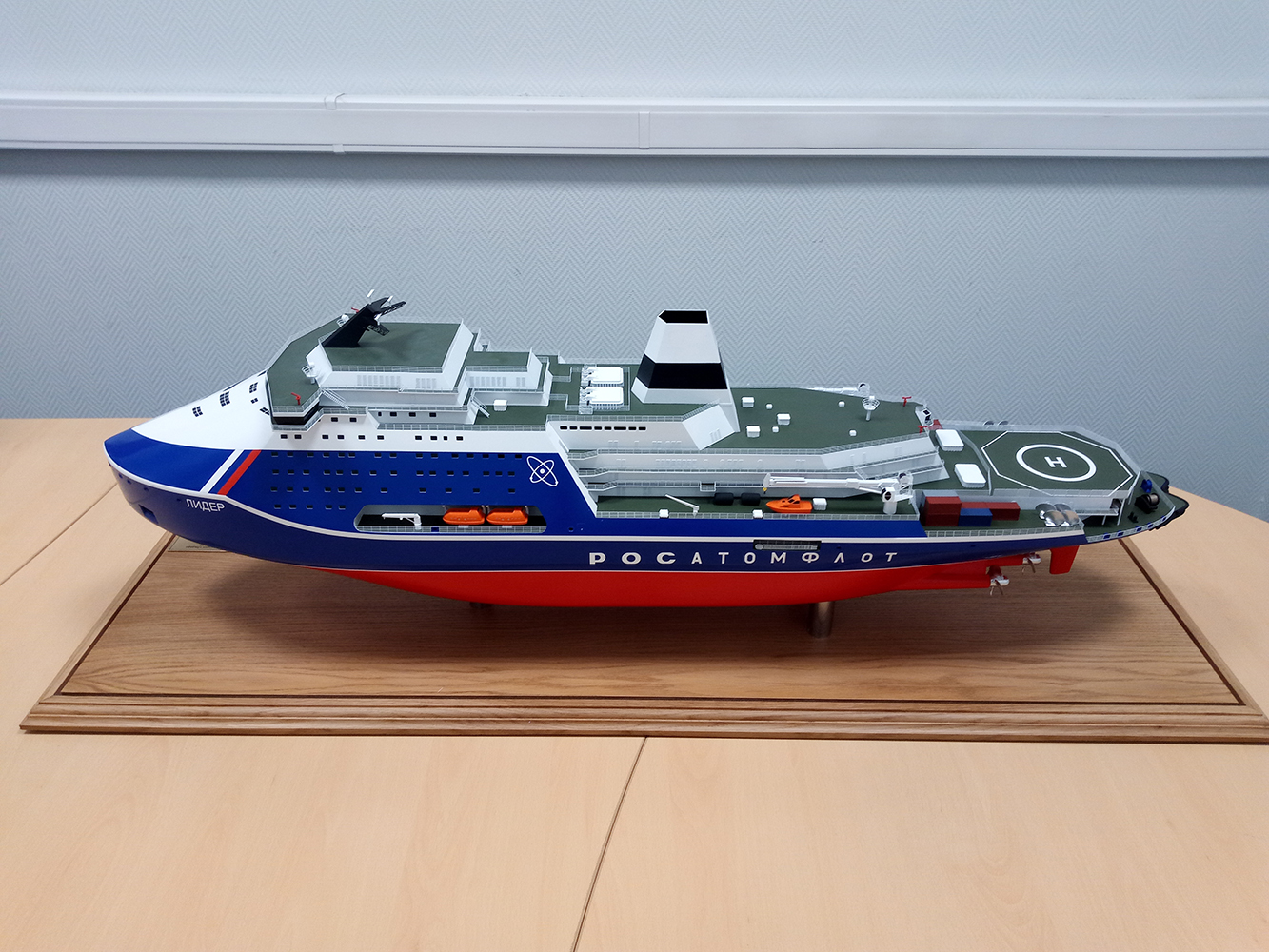
Maquette du brise glace du projet Leader.

La Russie (et jadis l'URSS) est actuellement le seul constructeur et opérateur de cette classe de navire employée pour assurer la navigation dans ses mers arctiques (notamment la route maritime du nord). Ces brise-glaces sont gérés par Atomflot et exploités commercialement par la compagnie maritime de Mourmansk. En juin 2019, l’Agence de l'énergie atomique de Chine lance son premier appel d’offres pour un brise-glace « à propulsion nucléaire ».
Le projet 22220 comprend la fabrication par la filiale navale du consortium atomique public russe Rosatom de cinq brise-glaces à propulsion nucléaire dans le but de rénover la flotte qui était vieillissante. La mise en exploitation de ces navires a commencé en 2020 avec l’Arktika et se poursuivra en 2021 et 2022 pour les Sibir et Ural, puis 2025 et 2026 pour les Yakoutie et Tchoukotka commandés ultérieurement. Ces navires de 173,3 mètres de long et 33,5 mètres de large sont propulsés chacun par deux réacteurs nucléaires (РИТМ-200 (ru)) d’une puissance thermique unitaire de 175 MW et nette de 55 MW. Ces navires peuvent avancer à une vitesse stable de 3,7 km/h dans une glace épaisse de 2,9 mètres, tandis qu’en eau libre la vitesse atteint les 40,7 km/h[réf. souhaitée].
Le projet 10510 prévoit la construction d’une nouvelle classe de brise-glaces (Leader (ru)) encore plus gros. Avec un déplacement de près de 70.000 tonnes, une longueur de 209 mètres et une largeur de 48 mètres, ces brise-glaces pourront briser jusqu’à 4,3 mètres de glace et dégager un chenal de 50 mètres de large. Il sera équipé de deux réacteurs nucléaires d’un nouveau type (РИТМ-400 (ru)) d’une puissance thermique unitaire de 315 MW et nette de 120 MW. Il sera propulsé par quatre hélices. La construction du premier de la série, le Russie (Россия ou Rossiya), a démarré en juillet 2020 au chantier naval Zvezda à Bolchoï Kamen, dans le kraï du Primorié, dans l’Extrême-Orient, pour une livraison en 2027.
Ces nouveaux brise-glaces ainsi que les deux brise-glaces Yamal et 50 Let Pobedy, remplaceront le parc de brise-glaces mis en service à l’époque soviétique.
| Nom du navire    | Lancement | Mise en service  | retrait du service | Dénomination du projet | Type du navire                  | Classe du navire               | Déplacement (t) | Longueur (m) | largeur (m) |
| ---------------- | --------- | ---------------- | ------------------ | ---------------------- | ------------------------------- | ------------------------------ | --------------- | ------------ | ----------- |
| Lenin            | 1957      | 1959             | 1989               | 92M                    | Brise-glace                     | Lénine                         | 16 000          | 134          | 27,6        |
| Arktika          | 1972      | 1975             | 2008               | 1052-1                 | Brise-glace                     | Arktika                        | 23 460          | 147,9        | 29,9        |
| Sibir            |           | 1977             | 1996               | 1052-2                 | Brise-glace                     | Arktika                        | 23 000          |              |             |
| Rossiya          |           | 1985             | 2013               | 10521-1                | Brise-glace                     | Arktika                        | 21 000          |              |             |
| Sevmorput        | 1986      | 1988             |                    | 10 081                 | Porte-conteneurs certifié glace | Sevmorput                      | 61 880          | 260,3        | 32,2        |
| Taïmyr           | 1987      | 1989             |                    | 10580-1                | Brise-glace fluvial             | Taïmyr                         | 21 000          | 149,7        | 30          |
| Sovetskiy Soyuz  |           | 1990             | 2014               | 10521-2                | Brise-glace                     | Arktika                        | 23 000          |              |             |
| Vaïgatch         |           | 1990             |                    | 10580-2                | Brise-glace fluvial             | Taïmyr                         | 21 100          | 149,7        | 28,87       |
| Yamal            | 1989      | 1992             |                    | 10521-3                | Brise-glace                     | Arktika                        | 23 455          | 150          | 30          |
| 50 Let Pobedy    | 1993      | 2007             |                    | 10521                  | Brise-glace                     | Arktika +                      | 25 840          | 159,6        | 30          |
| Arktika          | 2016      | 2020             |                    | 22220                  | Brise-glace                     | Arktika II                     | 33 500          | 173          | 33          |
| Sibir            | 2017      | 2022             |                    | 22220                  | Brise-glace                     | Arktika II                     | 33 500          | 173          | 33          |
| Ural             | 2018      | 2022             |                    | 22220                  | Brise-glace                     | Arktika II                     | 33 500          | 173          | 33          |
| Yakutiya         | 2022      | 2024 (prévision) |                    | 22220                  | Brise-glace                     | Arktika II                     | 33 500          | 173          | 33          |
| Tchoukotka       | 2024      | 2026 (prévision) |                    | 22220                  | Brise-glace                     | Arktika II                     | 33 500          | 173          | 33          |
| Rossiya (Россия) |           | 2030 (prévision) |                    | 10510                  | Brise-glace                     | Leader (ru) LK-120Ya (ЛК-120Я) | 69 700          | 209          | 48          |